# Microloxia bruandaria
Microloxia bruandaria är en fjärilsart som beskrevs av Pierre Millière 1861. Microloxia bruandaria ingår i släktet Microloxia och familjen mätare. Inga underarter finns listade i Catalogue of Life.